# Szimon Vasziljovics Petljura
Szimon Vasziljovics Petljura (ukránul: Симон Васильович Петлюра; Poltava, 1879. május 22. – Párizs, 1926. május 25.) ukrán politikus és újságíró. Az ukrán forradalom egyik vezére, az Ukrán Népköztársaság hadseregének atamán-parancsnoka és Direktóriumának elnöke.
Petljura egy kozák családban született Poltavában. Már kiskorában magáévá tette a szocializmust és az ukrán nacionalizmust, amelyet rendkívül termékeny újságírói pályafutása során többször hirdetett..
Miután az 1917-es februári forradalom megdöntötte a cári monarchiát, kikiáltották az Ukrán Népköztársaságot, és Petljurát választották meg a hadsereg élére. A köztársaságot rövid időre megszakította a nyolc hónapot élő németbarát ukrán állam, de 1918 végén Petljura az Ukrajnai Szocialista Direktórium többi tagjával együtt lázadást szervezett és megdöntötte a rezsimet, visszaállítva a köztársaságot. 1919 elején lett a Direktórium vezetője, miután a bolsevikok megszállták Ukrajnát, és Galíciába űzték az UNA-t.
A szovjet-orosz csapatok megjelenése után, Ukrajna függetlensége érdekében a lengyel csapatokhoz fordult segítségért. Kijev szovjet-orosz elfoglalása után Nyugatra menekült.
A polgárháború alatt az UNA volt felelős több tízezer zsidó civil haláláért, Petjura pogromokban betöltött szerepe pedig vitatéma volt. 1926-ban Petljurát meggyilkolta Párizsban egy Solom Schwarzbard nevű zsidó anarchista, aki rokonait veszítette el a Petljura által irányított pogromokban.

## Életpályája
1895-ben beiratkozott a Poltavai Teológiai Szemináriumba, de 1901-ben kizárták, mert részt vett az ukrán nemzeti mozgalomban. A letartóztatás elkerülése érdekében 1902 őszén a kubáni Krasznodarba költözött, ahol tanárként dolgozott, majd Fedir Shcherbyna felügyelete alatt katalogizálta a kubáni kozák hadsereg archívumát. 1903 decemberében letartóztatták, amiért lázító cárellenes cikkeket tett közzé Oroszországon kívül (az osztrák-magyar ellenőrzés alatt lévő galíciai Lembergben).
Miután 1904 márciusában óvadék ellenében szabadon bocsátották először Kijevbe, majd onnan ősszel Lembergbe ment forradalmi munkát végezni és a Selianyn című havi folyóiratot szerkeszteni. Petljura Lembergben Szvjatoszlav Tagon néven élt.
1906 júliusában visszatért Kijevbe, a Rada (Szovjet) újság titkáraként dolgozott.
1916-tól 1917 elejéig a Zemsztvozi Összoroszországi Unió segélybizottságának meghatalmazott helyettese volt az orosz nyugati fronton. 1917 májusától hadügyminiszter. 1918-ban az ukrán hadsereg főparancsnoka, az ukrán direktórium tagja és 1919-től elnöke. Az 1918. áprilisi ukrán államcsíny után Pavlo Szkoropadszkij kormánya letartóztatta Petljurát, és négy hónapra Bila Cerkva börtönébe zárta. Később további Direktóriumi tagokkal lázadást szervezett és visszaállította a köztársaságot. Tíz hónapig folytatta a harcot a bolsevik és a fehér erők ellen Ukrajnában. A közelgő vereséggel szemben Petjura szövetségre lépett Józef Piłsudski Lengyelországával.
A lengyel–szovjet háború lengyel győzelemmel zárult, de Ukrajna továbbra is szovjet ellenőrzés alatt állt, így Petljura száműzetésbe kényszerült. Kezdetben Lengyelországban irányította az emigráns kormányt, de végül Párizsban telepedett le. 

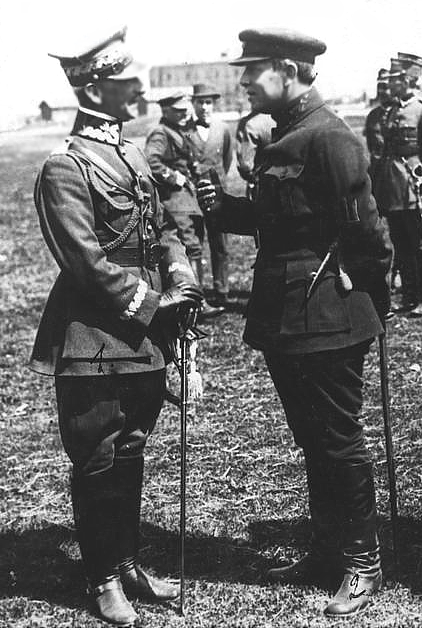
Szimon Petljura és Antoni Listowski a lengyel-szovjet háborúban.

1926. május 25-én Párizsban egy Solom Schwarzbard nevű, Izmajilból származó zsidó anarchista aktivista a nyílt utcán több lövéssel megölte. A gyilkost bíróság elé állították, de felmentették, mert védekezésében a Petljura csapatai által végrehajtott pogromokban elpusztított családtagjaira hivatkozott.